# PCHA 1922–23
PCHA 1922–23 var den tolfte säsongen av den professionella ishockeyligan Pacific Coast Hockey Association och spelades mellan 13 november 1922 och 2 mars 1923.

## Grundserie
PCHA-säsongen 1922–23 förde med sig en hel del förändringar. Vancouver Millionaires bytte namn till Vancouver Maroons och Victoria Aristocrats bytte namn till Victoria Cougars. Maroons och Cougars utgjorde ligan tillsammans med Seattle Metropolitans. Lagen i PCHA spelade 30 matcher var, inkluderat åtta matcher var mot de fyra lagen från Western Canada Hockey League; Edmonton Eskimos, Calgary Tigers, Regina Capitals och Saskatoon Crescents. Ligan frångick även att spela med sju spelare per lag då spelarpositionen rover togs bort, och lagen spelade istället med sex spelare var: en målvakt, två försvarsspelare och tre anfallsspelare. Den konkurrerande ligan NHA hade tagit bort rovern redan 11 år tidigare, säsongen 1911–12.
Victoria Cougars center Frank Fredrickson vann PCHA:s poängliga sedan han gjort 39 mål och 16 assists för sammanlagt 55 poäng på 30 matcher.
Vancouver Maroons vann PCHA:s grundserie med 35 inspelade poäng på 30 matcher och besegrade sedan andraplacerade Victoria Cougars i ligaslutspelets dubbelmöte med målskillnaden 5-3. Maroons förlorade därefter mot Ottawa Senators från NHL med 3-1 i matcher i en serie om vilket lag som skulle få spela om Stanley Cup mot WCHL-mästarna Edmonton Eskimos.

### Tabell
M = Matcher, V = Vinster, F = Förluster, O = Oavgjorda, GM = Gjorda mål, IM = Insläppta mål, P = Poäng
|                       | M  | V  | F  | O | GM  | IM  | P  |
| --------------------- | -- | -- | -- | - | --- | --- | -- |
| Vancouver Maroons     | 30 | 17 | 12 | 1 | 116 | 88  | 35 |
| Victoria Cougars      | 30 | 16 | 14 | 0 | 94  | 85  | 32 |
| Seattle Metropolitans | 30 | 15 | 15 | 0 | 100 | 106 | 30 |

Lagen i Pacific Coast Hockey Association spelade åtta matcher var mot lagen från Western Canada Hockey League.

### Målvaktsstatistik
M = Matcher, V = Vinster, F = Förluster, O = Oavgjorda, SM = Spelade minuter, IM = Insläppta mål, N = Hållna nollor, GIM = Genomsnitt insläppta mål per match
|                     | Lag       | M  | V  | F  | O | SM   | IM  | N | GIM  |
| ------------------- | --------- | -- | -- | -- | - | ---- | --- | - | ---- |
| Hughie Lehman       | Vancouver | 25 | 16 | 8  | 1 | 1565 | 61  | 4 | 2.34 |
| Norman "Hec" Fowler | Victoria  | 30 | 16 | 14 | 0 | 1844 | 85  | 4 | 2.77 |
| Harry Holmes        | Seattle   | 30 | 15 | 15 | 0 | 1838 | 106 | 3 | 3.46 |
| Charlie Reid        | Vancouver | 5  | 1  | 4  | 0 | 300  | 27  | 0 | 5.40 |

### Poängligan

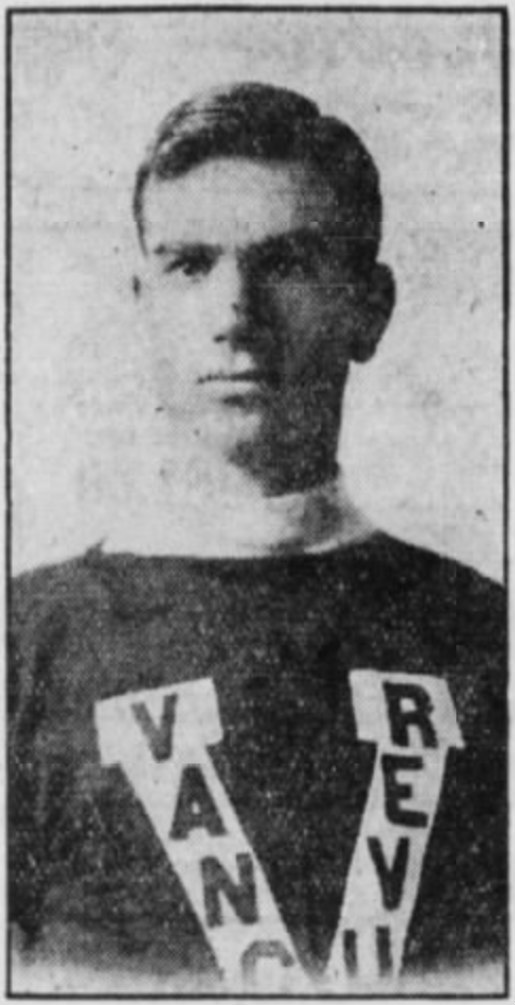
Lloyd Cook.

|                   | Lag       | Matcher | Mål | Assists | Poäng |
| ----------------- | --------- | ------- | --- | ------- | ----- |
| Frank Fredrickson | Victoria  | 30      | 39  | 16      | 55    |
| Mickey MacKay     | Vancouver | 30      | 28  | 12      | 40    |
| Lloyd Cook        | Vancouver | 30      | 19  | 11      | 30    |
| Frank Foyston     | Seattle   | 30      | 20  | 8       | 28    |
| Jim Riley         | Seattle   | 30      | 23  | 4       | 27    |
| Bernie Morris     | Seattle   | 29      | 21  | 5       | 26    |
| Harry Meeking     | Victoria  | 28      | 17  | 9       | 26    |
| Jack Walker       | Seattle   | 29      | 13  | 10      | 23    |
| Clem Loughlin     | Victoria  | 30      | 12  | 10      | 22    |
| Art Duncan        | Vancouver | 25      | 15  | 6       | 21    |